# Campionato europeo maschile di pallacanestro Under-20 2006
Il 9º Campionato Europeo maschile Under-20 di Pallacanestro FIBA (noto anche come FIBA EuroBasket Under-20 2006) si è svolto in Turchia dal 14 luglio al 23 luglio 2006.
Al termine della competizione la Germania under 20 e la Bielorussia under 20 vennero retrocesse in Division B.

## Risultati

### Prima fase a gruppi

#### Gruppo A
| Team                   | V - P | PF - PS   | Pt |
| ---------------------- | ----- | --------- | -- |
| 1. Serbia e Montenegro | 3 - 0 | 231 - 176 | 6  |
| 2. Croazia             | 2 - 1 | 231 - 215 | 5  |
| 3. Bielorussia         | 1 - 2 | 199 - 222 | 4  |
| 4. Lettonia            | 0 - 3 | 217 - 251 | 3  |

#### Gruppo B
| Team        | V - P | PF - PS   | Pt | SD |
| ----------- | ----- | --------- | -- | -- |
| 1. Italia   | 2 - 1 | 212 - 177 | 5  | +2 |
| 2. Slovenia | 2 - 1 | 235 - 202 | 5  | +1 |
| 3. Israele  | 2 - 1 | 206 - 205 | 5  | –3 |
| 4. Ungheria | 0 - 3 | 169 - 238 | 3  |    |

#### Gruppo C
| Team        | V - P | PF - PS   | Pt | SD  |
| ----------- | ----- | --------- | -- | --- |
| 1. Francia  | 2 - 1 | 251 - 195 | 5  | +23 |
| 2. Turchia  | 2 - 1 | 209 - 168 | 5  | +3  |
| 3. Russia   | 2 - 1 | 207 - 203 | 5  | –26 |
| 4. Germania | 0 - 3 | 162 - 263 | 3  |     |

#### Gruppo D
| Team        | V - P | PF - PS   | Pt |
| ----------- | ----- | --------- | -- |
| 1. Grecia   | 2 - 1 | 228 - 222 | 5  |
| 2. Lituania | 2 - 1 | 261 - 255 | 5  |
| 3. Bulgaria | 1 - 2 | 238 - 249 | 4  |
| 4. Spagna   | 1 - 2 | 235 - 236 | 4  |

### Seconda fase a gruppi - 1º/8º posto

#### Gruppo E
| Team                   | V - P | PF - PS   | Pt |
| ---------------------- | ----- | --------- | -- |
| 1. Serbia e Montenegro | 3 - 0 | 246 - 204 | 6  |
| 2. Slovenia            | 2 - 1 | 245 - 244 | 5  |
| 3. Francia             | 1 - 2 | 202 - 204 | 4  |
| 4. Lituania            | 0 - 3 | 239 - 280 | 3  |

#### Gruppo F
| Team       | V - P | PF - PS   | Pt |
| ---------- | ----- | --------- | -- |
| 1. Turchia | 2 - 1 | 244 - 205 | 5  |
| 2. Italia  | 2 - 1 | 215 - 219 | 5  |
| 3. Croazia | 1 - 2 | 233 - 249 | 4  |
| 4. Grecia  | 1 - 2 | 222 - 241 | 4  |

### Seconda fase a gruppi - 9º/16º posto

#### Gruppo G
| Team           | V - P | PF - PS   | Pt |
| -------------- | ----- | --------- | -- |
| 1. Russia      | 3 - 0 | 245 - 149 | 6  |
| 2. Spagna      | 2 - 1 | 228 - 183 | 5  |
| 3. Bielorussia | 1 - 2 | 173 - 219 | 4  |
| 4. Ungheria    | 0 - 3 | 147 - 242 | 3  |

#### Gruppo H
| Team        | V - P | PF - PS   | Pt |
| ----------- | ----- | --------- | -- |
| 1. Bulgaria | 2 - 1 | 245 - 220 | 5  |
| 2. Israele  | 2 - 1 | 226 - 214 | 5  |
| 3. Germania | 1 - 2 | 216 - 222 | 4  |
| 4. Lettonia | 1 - 2 | 239 - 270 | 4  |

### Fase ad eliminazione diretta

#### Tabellone gare 13º - 16º posto
|  | Playoffs    | Playoffs    | Playoffs |          |          | Tredicesimo posto | Tredicesimo posto | Tredicesimo posto |  |
|  |             |             |          |          |          |                   |                   |                   |  |
|  | Bielorussia | Bielorussia | 59       |          |          |                   |                   |                   |  |
|  | Bielorussia | Bielorussia | 59       |          |          |                   |                   |                   |  |
|  | Lettonia    | Lettonia    | 63       |          |          |                   |                   |                   |  |
|  | Lettonia    | Lettonia    | 63       |          | Lettonia | Lettonia          | 101               |                   |  |
|  |             |             |          |          | Lettonia | Lettonia          | 101               |                   |  |
|  |             |             | Ungheria | Ungheria | 69       |                   |                   |                   |  |
|  | Ungheria    | Ungheria    | Ungheria | Ungheria | 69       | 70                |                   |                   |  |
|  | Ungheria    | Ungheria    |          |          |          | 70                |                   |                   |  |
|  | Germania    | Germania    | 63       |          |          | Sedicesimo posto  | Sedicesimo posto  | Sedicesimo posto  |  |
|  | Germania    | Germania    | 63       |          |          |                   |                   |                   |  |
|  |             |             |          |          |          |                   |                   |                   |  |
|  |             |             |          |          |          | Bielorussia       | Bielorussia       | 59                |  |
|  |             |             |          |          |          | Bielorussia       | Bielorussia       | 59                |  |
|  |             |             |          |          |          | Germania          | Germania          | 81                |  |

#### Tabellone gare 9º - 12º posto
|  | Playoffs | Playoffs | Playoffs |          |        | Nono posto       | Nono posto       | Nono posto       |  |
|  |          |          |          |          |        |                  |                  |                  |  |
|  | Israele  | Israele  | 61       |          |        |                  |                  |                  |  |
|  | Israele  | Israele  | 61       |          |        |                  |                  |                  |  |
|  | Russia   | Russia   | 66       |          |        |                  |                  |                  |  |
|  | Russia   | Russia   | 66       |          | Russia | Russia           | 84               |                  |  |
|  |          |          |          |          | Russia | Russia           | 84               |                  |  |
|  |          |          | Bulgaria | Bulgaria | 88     |                  |                  |                  |  |
|  | Bulgaria | Bulgaria | Bulgaria | Bulgaria | 88     | 80               |                  |                  |  |
|  | Bulgaria | Bulgaria |          |          |        | 80               |                  |                  |  |
|  | Spagna   | Spagna   | 72       |          |        | Undicesimo posto | Undicesimo posto | Undicesimo posto |  |
|  | Spagna   | Spagna   | 72       |          |        |                  |                  |                  |  |
|  |          |          |          |          |        |                  |                  |                  |  |
|  |          |          |          |          |        | Israele          | Israele          | 74               |  |
|  |          |          |          |          |        | Israele          | Israele          | 74               |  |
|  |          |          |          |          |        | Spagna           | Spagna           | 82               |  |

#### Tabellone gare 5º - 8º posto
|  | Playoffs | Playoffs | Playoffs |         |         | Quinto posto  | Quinto posto  | Quinto posto  |  |
|  |          |          |          |         |         |               |               |               |  |
|  | Grecia   | Grecia   | 50       |         |         |               |               |               |  |
|  | Grecia   | Grecia   | 50       |         |         |               |               |               |  |
|  | Francia  | Francia  | 76       |         |         |               |               |               |  |
|  | Francia  | Francia  | 76       |         | Francia | Francia       | 58            |               |  |
|  |          |          |          |         | Francia | Francia       | 58            |               |  |
|  |          |          | Croazia  | Croazia | 63      |               |               |               |  |
|  | Croazia  | Croazia  | Croazia  | Croazia | 63      | 81            |               |               |  |
|  | Croazia  | Croazia  |          |         |         | 81            |               |               |  |
|  | Lituania | Lituania | 62       |         |         | Settimo posto | Settimo posto | Settimo posto |  |
|  | Lituania | Lituania | 62       |         |         |               |               |               |  |
|  |          |          |          |         |         |               |               |               |  |
|  |          |          |          |         |         | Grecia        | Grecia        | 78            |  |
|  |          |          |          |         |         | Grecia        | Grecia        | 78            |  |
|  |          |          |          |         |         | Lituania      | Lituania      | 82            |  |

#### Tabellone finale
|  | Playoffs            | Playoffs            | Playoffs |         |                     | Finale              | Finale      | Finale      |  |
|  |                     |                     |          |         |                     |                     |             |             |  |
|  | Italia              | Italia              | 83       |         |                     |                     |             |             |  |
|  | Italia              | Italia              | 83       |         |                     |                     |             |             |  |
|  | Serbia e Montenegro | Serbia e Montenegro | 89       |         |                     |                     |             |             |  |
|  | Serbia e Montenegro | Serbia e Montenegro | 89       |         | Serbia e Montenegro | Serbia e Montenegro | 64          |             |  |
|  |                     |                     |          |         | Serbia e Montenegro | Serbia e Montenegro | 64          |             |  |
|  |                     |                     | Turchia  | Turchia | 58                  |                     |             |             |  |
|  | Turchia             | Turchia             | Turchia  | Turchia | 58                  | 96                  |             |             |  |
|  | Turchia             | Turchia             |          |         |                     | 96                  |             |             |  |
|  | Slovenia            | Slovenia            | 62       |         |                     | Terzo posto         | Terzo posto | Terzo posto |  |
|  | Slovenia            | Slovenia            | 62       |         |                     |                     |             |             |  |
|  |                     |                     |          |         |                     |                     |             |             |  |
|  |                     |                     |          |         |                     | Italia              | Italia      | 75          |  |
|  |                     |                     |          |         |                     | Italia              | Italia      | 75          |  |
|  |                     |                     |          |         |                     | Slovenia            | Slovenia    | 83          |  |

## Classifica finale
| Campione d'Europa | Campione d'Europa | Campione d'Europa |
| --- | ----------------- | --- |
| Serbia e Montenegro under 204 Dragićević, 5 Tepić, 6 Bakić, 7 Veličković, 8 Labović, 9 Mijatović, 10 Jereminov, 11 Rakić, 12 Peković, 13 Paunić, 14 Dragović, 15 Maraš, All. Miroslav Nikolić |                   | |
| Argento | Turchia           | Turchia under 204 Akış, 5 Erden, 6 Altıntığ, 7 Akyol, 8 İlyasova, 9 Kavaklıoğlu, 10 Çetin, 11 Bayav, 12 Aşık, 13 Nalga, 14 Savaş, 15 Demirel, All. Nihat İziç                                                 |
| Bronzo | Slovenia          | Slovenia under 204 Ambrož, 5 Preldžič, 7 Glavaš, 8 Klobučar, 9 Perko, 10 Hohler, 11 Vidmar, 13 Krušič, 14 Remus, 15 Brčina, All. Miro Alilović                                                                |
| 4. | Italia            | Italia under 204 Piazza, 5 Cavallaro, 6 Scarponi, 7 Gergati, 8 Cuccarolo, 9 Antonutti, 10 Vitali, 11 Canavesi, 12 Chiumenti, 13 Datome, 14 Sacchetti, 15 Lechthaler, All. Stefano Sacripanti                  |
| 5. | Croazia           | Croazia under 204 Blajić, 5 Drezga, 6 Stipčević, 7 Stipanović, 8 Batina, 9 Papac, 10 Rudež, 11 Kovačević, 12 Barać, 13 Tomić, 14 Bubnić, 15 Lalić, All. Dražen Brajković                                      |
| 6. | Francia           | Francia under 204 Pellin, 5 Gillet, 6 Ipouck, 7 Cissé, 8 Mokongo, 9 Taccoen, 10 Curti, 11 Florimont, 12 Bach, 13 Blanque, 14 Bestron, 15 Kahudi, All. Philippe Ory                                            |
| 7. | Lituania          | Lituania under 204 Viskontas, 5 Aleksandrovas, 6 Kelys, 7 Pocius, 8 Barštys, 9 Simonavičius, 10 Kurtinaitis, 11 Butkevičius, 12 Dilys, 13 Kalnietis, 14 Trakimas, 15 Abramavičius, All. Rimas Kurtinaitis     |
| 8. | Grecia            | Grecia under 204 Gkountīs, 5 Milošević, 6 Verginīs, 7 Noeas, 8 Lolas, 9 Karadolamīs, 10 Mantzarīs, 11 Katiakos, 12 Tevetzidīs, 13 Šakota, 14 Toutziarakīs, 15 Neofytidīs, All. Nikos Kerameas                 |
| 9. | Bulgaria          | Bulgaria under 204 D. Ivanov, 5 K. Ivanov, 6 Dojčinov, 7 Lilov, 8 S. Čolakov, 9 Dikov, 10 Slavejkov, 11 Georgiev, 12 Stojanov, 13 Velikov, 14 Fikov, 15 Ostrev, All. Ivan Čolakov                             |
| 10. | Russia            | Russia under 204 Voroncevič, 5 Žukanenko, 6 Ponkrašov, 7 Kaširov, 8 Voronov, 9 Zavoruev, 10 Urazmanov, 11 Sergeev, 12 Agapov, 13 Šeleketo, 14 Gubanov, 15 Šabalkin, All. Evgenij Pašutin                      |
| 11. | Spagna            | Spagna under 204 Sánchez, 5 Ribas, 6 García, 7 Yusta, 8 Moncasi, 9 Fernández, 10 Llull, 11 Antelo, 12 Suárez, 13 Fontet, 14 Rey, 15 Aspe, All. Javier Imbroda                                                 |
| 12. | Israele           | Israele under 204 Assaf, 5 Matalon, 6 Hanochi, 7 Golan, 8 Farhi, 9 Berkowitz, 10 Nir, 11 Kadir, 12 Ohayon, 13 Gur Arie, 14 Bouchman, 15 Cohen, All. Yaakov Gino                                               |
| 13. | Lettonia          | Lettonia under 204 Jaunzems, 5 Kalve, 6 Strelis, 7 Trops, 8 Brencans, 9 Jeromanovs, 10 Piternieks, 11 Ledins, 12 Cavars, 13 Klavins, 14 Rozitis, 15 Zaķis, All. Raivo Otersons                                |
| 14. | Ungheria          | Ungheria under 204 Hosszú, 5 Farkas, 6 M. Szabó, 7 Vesztergom, 8 Hendlein, 9 Will, 10 Váradi, 11 Vida, 12 Tóth, 13 Baki, 14 Z. Szabó, 15 T. Szabó, All. Ákos Nagy                                             |
| Retrocesse in Division B |                   | |
| 15. | Germania          | Germania under 204 Zazai, 5 Kulawick, 6 Horstmann, 7 Chartčenkov, 8 Karamatskos, 9 Staiger, 10 Huth, 11 Niebuhr, 12 Komarek, 13 Lischka, 14 Freese, 15 Both, All. Emir Mutapčić                               |
| 16. | Bielorussia       | Bielorussia under 204 Trastsinetski, 5 Yafremau, 6 Skrypko, 7 Gandlin, 8 Shylovich, 9 V. Ostrykau, 10 Meščarakoŭ, 11 U. Ostrykau, 12 Akulich, 13 Shustau, 14 Kaniushenka, 15 Parachoŭski, All. Mikhail Feiman |

## Riconoscimenti ai giocatori

### MVP del torneo
- Ersan İlyasova

### Miglior quintetto del torneo
- Ersan İlyasova
- Cenk Akyol
- Emir Preldžič
- Nikola Peković
- Luca Vitali

## Statistiche
Punti
| Pos. | Nome            | Punti | Gare | PPG  |
| ---- | --------------- | ----- | ---- | ---- |
| 1.   | Ernests Kalve   | 164   | 8    | 20,5 |
| 2.   | Emir Preldžič   | 162   | 8    | 20,3 |
| 3.   | Martynas Pocius | 160   | 8    | 20,0 |
| 4.   | Kalojan Ivanov  | 153   | 8    | 19,1 |
| 5.   | Souarata Cissé  | 147   | 8    | 18,4 |

Rimbalzi
| Pos. | Nome           | Rim. | Gare | RPG  |
| ---- | -------------- | ---- | ---- | ---- |
| 1.   | Carlos Suárez  | 83   | 8    | 10,4 |
| 2.   | Emir Preldžič  | 75   | 8    | 9,4  |
| 3.   | Kalojan Ivanov | 72   | 8    | 9,0  |
| 4.   | Dejan Ivanov   | 70   | 8    | 8,8  |
| 5.   | Miklós Szabó   | 67   | 8    | 8,4  |

Assist
| Pos. | Nome              | Ass. | Gare | APG |
| ---- | ----------------- | ---- | ---- | --- |
| 1.   | Edgars Jeromanovs | 50   | 8    | 6,3 |
| 2.   | Anton Ponkrašov   | 44   | 8    | 5,5 |
| 3.   | Mantas Kalnietis  | 38   | 8    | 4,8 |
| 4.   | Maksim Shustau    | 30   | 8    | 3,8 |
| 5.   | Alessandro Piazza | 30   | 8    | 3,8 |